# Голицын, Дмитрий Владимирович
Светлейший князь Дми́трий Влади́мирович Голи́цын (29 октября 1771, Ярополец, Московская губерния — 27 марта 1844, Париж) — военный и государственный деятель Российской империи, генерал от кавалерии (1814), участник наполеоновских войн, военный генерал-губернатор Москвы (с 1820).

## Биография
Из московской ветви князей Голицыных, сын В. Б. Голицына и Н. П. Голицыной, известной в светском кругу как «усатая княгиня». До конца жизни он глубоко чтил свою своенравную мать, которая всегда была строга к сыну, и даже тогда, когда он сделался генерал-губернатором, обращалась с ним как с мальчиком. Страдая от близорукости, князь Дмитрий редко расставался с лорнетом, и всему московскому обществу был известен его характерный отрывистый смех.
14 июля 1774 года записан в Преображенский лейб-гвардии полк, 14 июля 1777 года заочно получил чин сержанта. 19 июня 1782 года вместе с братом Борисом и гувернером Мишелем Оливье (и двумя слугами) выехал из Кронштадта в Европу
В 1782—1786 годах, вместе со старшим братом Борисом, учился в Страсбургском протестантском университете. Причем занятия проходили на дому у Голицыных. 11 декабря 1785 года переведён в Конный лейб-гвардии полк вахмистром, 1 января 1786 года произведён в корнеты, 1 января 1788 года — в подпоручики. Вместе с братом поступил в Парижскую военную школу. Затем получил длительный отпуск. Вместе с родителями и братом путешествовал по Европе. В Париже братья Голицыны активно общались с французской аристократией и в условиях светских приемов встретили Французскую революцию.
Французская революция изменила образ жизни Голицыных: к светским выездам прибавились посещения разного рода заседаний. Дмитрий Голицын следил за работой Национального собрания. В декабре 1789 года Дмитрий оставил об этом собрании нелестный отзыв:

В Национальном собрании делаются такие безумные предложения, что с Вашего позволения я расскажу Вам о двух из них, которые меня чрезвычайно удивили. Собрание занимается сейчас реформированием армии, и некий г-н Дюбуа Крансе предложил ввести всеобщую воинскую повинность, то есть чтобы в каждом приходе имелся список людей, способных держать оружие и выступить по первому приказу. Он был очень рад своей выдумке и обещал Франции тысячи солдат, более того, солдат-граждан, что ему кажется очень важным. Он уже представил себе, как они сражаются с большим упорством, потому что защищают свой дом, но он не понял, что эти граждане будут не солдатами, а всего лишь вооруженными людьми, непривычными к оружию, которое им выдадут
Дмитрий вынуждено участвовал во взятии Бастилии, о чем в 1839 году рассказывал Бутурлину:

как он еще мальчиком, проходя со своим наставником чрез Бастильскую площадь, во время первой Французской революции, в те самые минуты, когда Парижская чернь обрушилась на крепость, был вместе с чужестранцами принужден принять участие в этом штурме и должен был переносить кое-какие вещи с одного места на другое

### Военная карьера

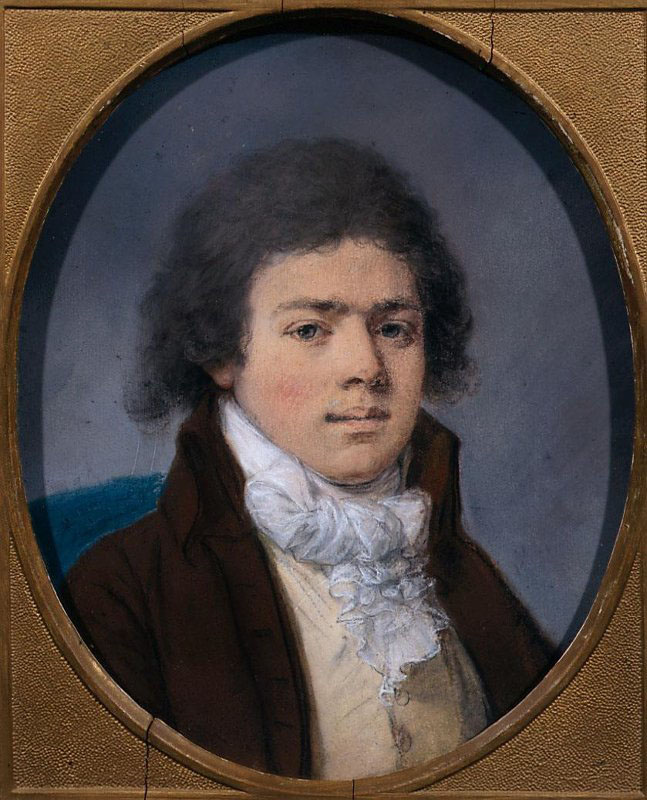
Портрет Д. В. Голицына, 1791 г.

1 января 1789 года Дмитрию присваивают чин поручика. В феврале 1790 года в Париж прибыли родители Голицыных. В конце сентября 1790 года братья Голицыны, как и все русские подданные, по требованию императрицы Екатерины II покинули Францию, попутешествовали по Италии и Германии, и в 1791 году вернулись в Россию. Дмитрий поступил на службу в Конный лейб-гвардии полк. 1 января 1791 года получил чин секунд-ротмистра, 1 января 1794 года — ротмистра.
Боевое крещение получил в Польской кампании 1794 года. За отличие при взятии Праги (часть Варшавы) был удостоен ордена Святого Георгия 4-го кл. (№ 609):
Во всемилостивейшем уважении на усердную службу и отличное мужество, оказанное 24-го октября при взятии приступом сильно укрепленного Варшавского предместия, именуемого Прага.
2 мая 1797 года получил чин полковника, 5 августа 1798 года — генерал-майора. Назначен 21 июня 1800 года шефом кирасирского Военного Ордена полка. С 21 октября по 1 декабря 1800 года был инспектором по кавалерии Лифляндской инспекции. 21 августа 1800 года произведён в генерал-лейтенанты.
Участвовал в походе 1805 года. Летом 1806 года стал командиром 4-й дивизии (7 пехотных и 3 кавалерийских полка), с которой участвовал в кампаниях 1806 и 1807 годов. Командовал авангардом корпуса Буксгевдена в сражении при Голымине. Отбив атаки превосходящих сил маршалов Мюрата и Ожеро, ему удалось уйти от преследования. 21 января 1807 года был удостоен ордена Святого Георгия 3-го кл. (№ 142):
В воздаяние отличной храбрости и мужества, оказанных в сражении против французских войск 14-го декабря при Голомине.
С декабря 1806 командовал кавалерией левого крыла русской армии. В сражении при Прейсиш-Эйлау командовал всей кавалерией русской армии. Зарекомендовал себя блестящим кавалерийским начальником, проявив выдающуюся отвагу в сражениях при Гуттштадте, Гейльсберге и Фридланде. При отступлении русских войск к Тильзиту ему было поручено командование арьергардом армии.
В 1808 году воевал со шведами в Финляндии. Командовал Васским корпусом. Предложил идею перехода в Швецию по льду Ботнического залива. В феврале 1809 года, после того как руководство операцией по переходу по льду Ботнического залива было поручено М. Б. Барклаю-де-Толли, Голицын демонстративно подал в отставку и 8 апреля был уволен от службы.
Время гражданской жизни он употребил на путешествие по Германии, где слушал лекции в разных университетах.
Голицын смог вернуться в армию только в августе 1812 года, после назначения М. И. Кутузова главнокомандующим. Назначен командиром Кирасирского корпуса (1-я и 2-я кирасирские дивизии). Участвовал в сражении при Шевардино. Отличился в Бородинском сражении, где стойко отбивал атаки на Семёновские флеши и батарею Раевского. После оставления Москвы Голицыну поручено командование одной из двух колонн отступавшей к Тарутино армии. 6 октября на реке Чернише остановил войска Мюрата, пытавшиеся прорваться на Калужскую дорогу. Сыграл одну из главных ролей в победе под Красным, где взял 7 тысяч пленных и 35 орудий. Во время Заграничного похода 1813—1814 годов командовал кавалерийским резервным корпусом, с которым участвовал в сражениях при Лютцене, Бауцене, Дрездене, Кульме, Лейпциге, Бриене, Фер-Шампенуазе, взятии Парижа. 2 апреля 1814 года пожалован в генералы от кавалерии.
После войны с Наполеоном, в 1814—1818 годах командовал 1-м резервным кавалерийским корпусом, в 1818—1820 годах — 2-м пехотным корпусом.
В 1813 году, после смерти старшего брата Бориса, унаследовал его подмосковное имение Вязёмы. С 1822 года — Почётный член Петербургской академии наук.

### Управление Москвой

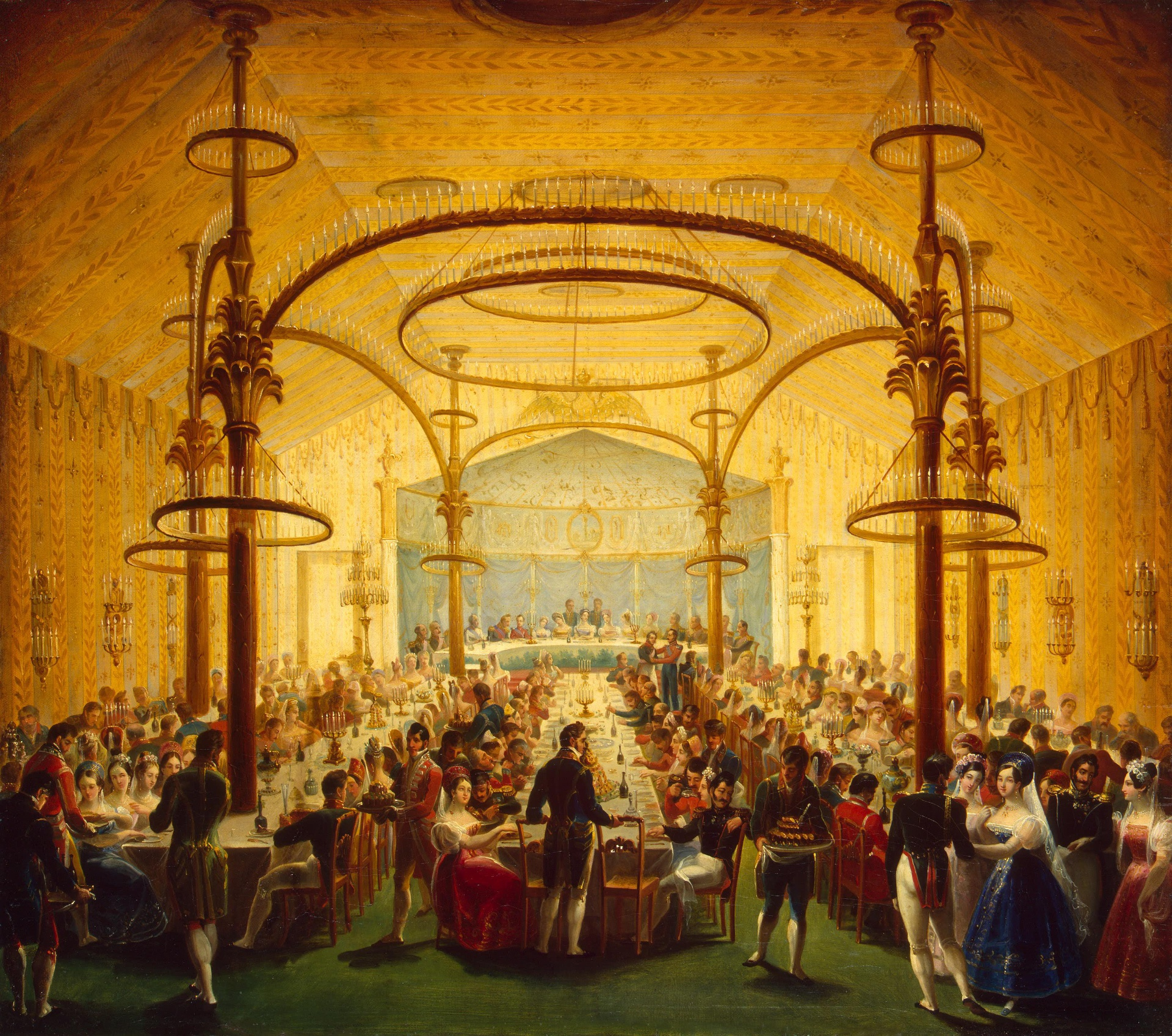
Неизвестный художник, сер. XIX в. Парадный обед в честь московского генерал-губернатора князя Д. В. Голицына

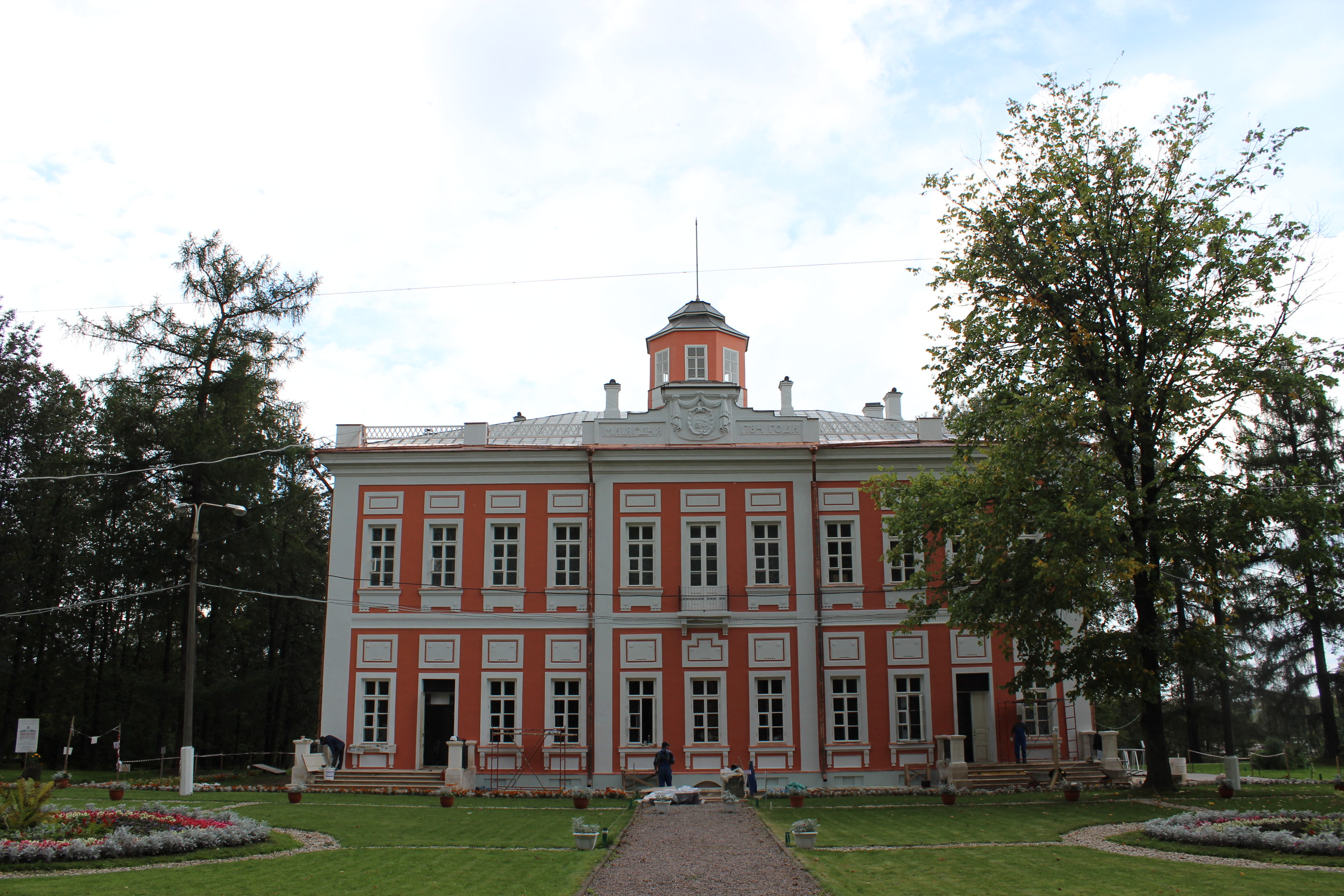
Усадьба Голицыных в Вязёмах

6 января 1820 года Александр I назначил Голицына московским военным генерал-губернатором. 31 октября 1821 года — членом Государственного совета.
Голицын управлял Москвой 24 года, до своей кончины, и приложил много сил и энергии для восстановления города после Великого пожара. Среди мероприятий его губернаторства можно отметить следующие:
- Устройство Воскресенского сада над старым руслом Неглинной.
- Строительство существующих зданий Большого и Малого театров.
- Закладка храма Христа Спасителя.
- Возведение постоянного Москворецкого моста.
- Открытие Первой Градской и Ново-Екатерининской лечебниц.
- Обустройство бульвара на Кремлёвской набережной.
- Строительство триумфальных ворот у Тверской заставы.
- Отведение для приезжающих в Москву евреев-торговцев Глебовского подворья (в качестве единственно возможного места проживания).

Москвичи ценили его доступность, гостеприимство и справедливость, да и сам император Николай I осыпал его милостями, дав ему титул светлейшего (16 апреля 1841 года), орден Святого Андрея Первозванного и свой портрет, украшенный алмазами. 8 ноября 1831 года был определён в свиту Его Императорского Величества с пожалованием звания генерала, состоящего при Особе Его Величества, и императорских вензелей на эполеты. 21 октября 1834 года назначен шефом Орденского кирасирского полка.
В последние годы жизни часто болел. В 1843 году уехал лечиться во Францию, где и скончался 27 марта 1844 года от последствий хирургической операции. По словам Корфа, «преблагороднейший и предобрейший» князь «уронил себя во мнении Москвы, и вообще всей публики, через любовную связь с одной замужнею женщиною, которую он взял даже с собой за границу, но которая умерла на самых первых порах их путешествия ещё в Берлине».
Похоронен в Донском монастыре в усыпальнице князей Голицыных — церкви Михаила Архангела. Хотя князь Дмитрий был «очень равнодушен к религиозным верованиям», при получении известия о его кончине, по свидетельству Корфа, православную Москву захлестнули лицемерные панихиды, причём появились в его память не только стихотворения, но и «эмалированные траурные перстни и кольца».

## Личные качества
Согласно «Русским портретам», князь Дмитрий Голицын был видный мужчина, высокий ростом, с величественной осанкой, имел правильные черты и хороший цвет лица. Проведя свою первую молодость в чужих краях, он хорошо знал иностранные языки и очень плохо русский, так что когда сделался московским генерал-губернатором и ему приходилось говорить где-нибудь речь, он сам писал её на французском языке, потом отдавал для перевода на русский и почти затверживал, чтобы суметь прочитать по бумажке. До самой старости у него сохранялось в выговоре что-то иностранное. Он был очень близорук и от природы (а возможно и от недостаточного знания родного языка) весьма застенчив, что плохо знавшие его люди нередко принимали за аристократическую спесь и гордыню. К примеру, для Корфа генерал-губернатор был «более француз, нежели русский, а в существе приверженец всех предрассудков и поверий высшей касты», который плохо разбирался в людях и оттого был вечно «окружён всякими пронырами».

## Награды
российские:

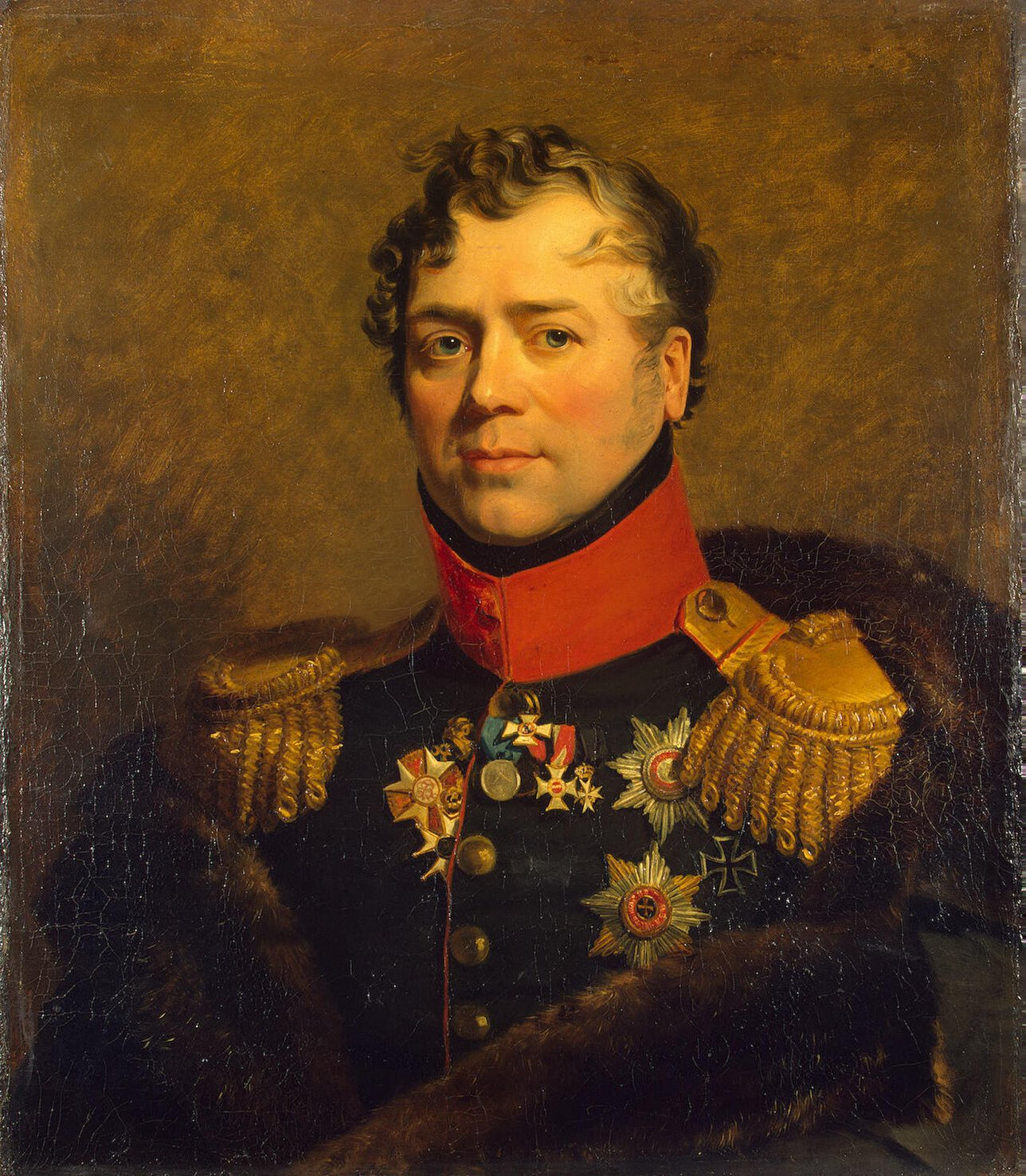
Портрет Дмитрия Владимировича Голицына работы Джорджа Доу. Военная галерея Зимнего Дворца, Государственный Эрмитаж (Санкт-Петербург)

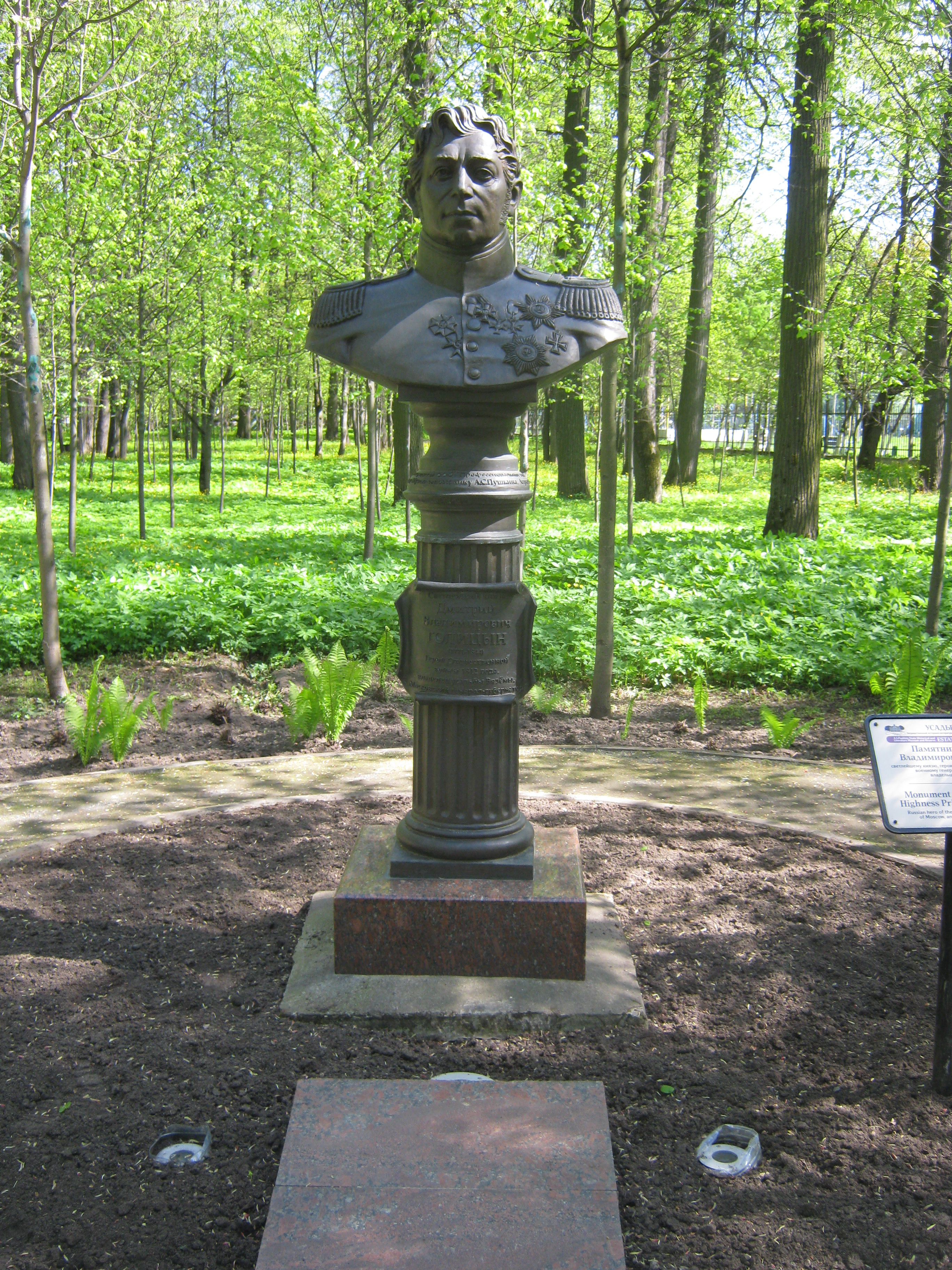
Бюст Д. В. Голицына в усадьбе Вязёмы

- Орден Святого Георгия 4 ст. (01.01.1795)
- Орден Святой Анны 1 ст. (11.06.1797)
- Орден Св. Иоанна Иерусалимского 2 ст. (29.05.1800)
- Орден Святого Георгия 3 ст. (21.01.1807)
- Орден Святого Владимира 2 ст. (08.04.1807)
- Золотая шпага «за храбрость» с алмазами (01.12.1807)
- Орден святого Александра Невского (13.01.1813)
- Алмазные знаки к Ордену Святого Александра Невского (22.12.1813)
- Орден Святого Владимира 1 ст. (19.08.1813)
- Серебряная медаль «В память Отечественной войны 1812 года» (30.08.1814)
- Бронзовая медаль «В память Отечественной войны 1812 года» (30.08.1814)
- Орден Святого Андрея Первозванного (25.12.1825)
- Алмазные знаки к Ордену Святого Андрея Первозванного (19.03.1830)
- Медаль «За взятие Парижа» (19.03.1826)
- Знак отличия «За ХХХ лет беспорочной службы» (15.09.1832)
- Портрет императора Николая I, украшенный алмазами, для ношения на шее (06.12.1837)
- Знак отличия «За XXXV лет беспорочной службы» (22.08.1839)
- Знак отличия «За XL лет беспорочной службы» (10.10.1842)

иностранные:
- Прусский Орден Красного орла (18.05.1807)
- Прусский Орден Чёрного орла (25.06.1807)
- Австрийский Военный орден Марии Терезии 3 ст. (10.1813)
- Баварский Военный орден Максимилиана Иосифа 3 ст. (09.05.1814)
- Персидский Орден Льва и Солнца 1 ст. с алмазами (19.07.1833)
- Австрийский Орден Леопольда 2 ст.
- Прусский Кульмский крест

## Семья

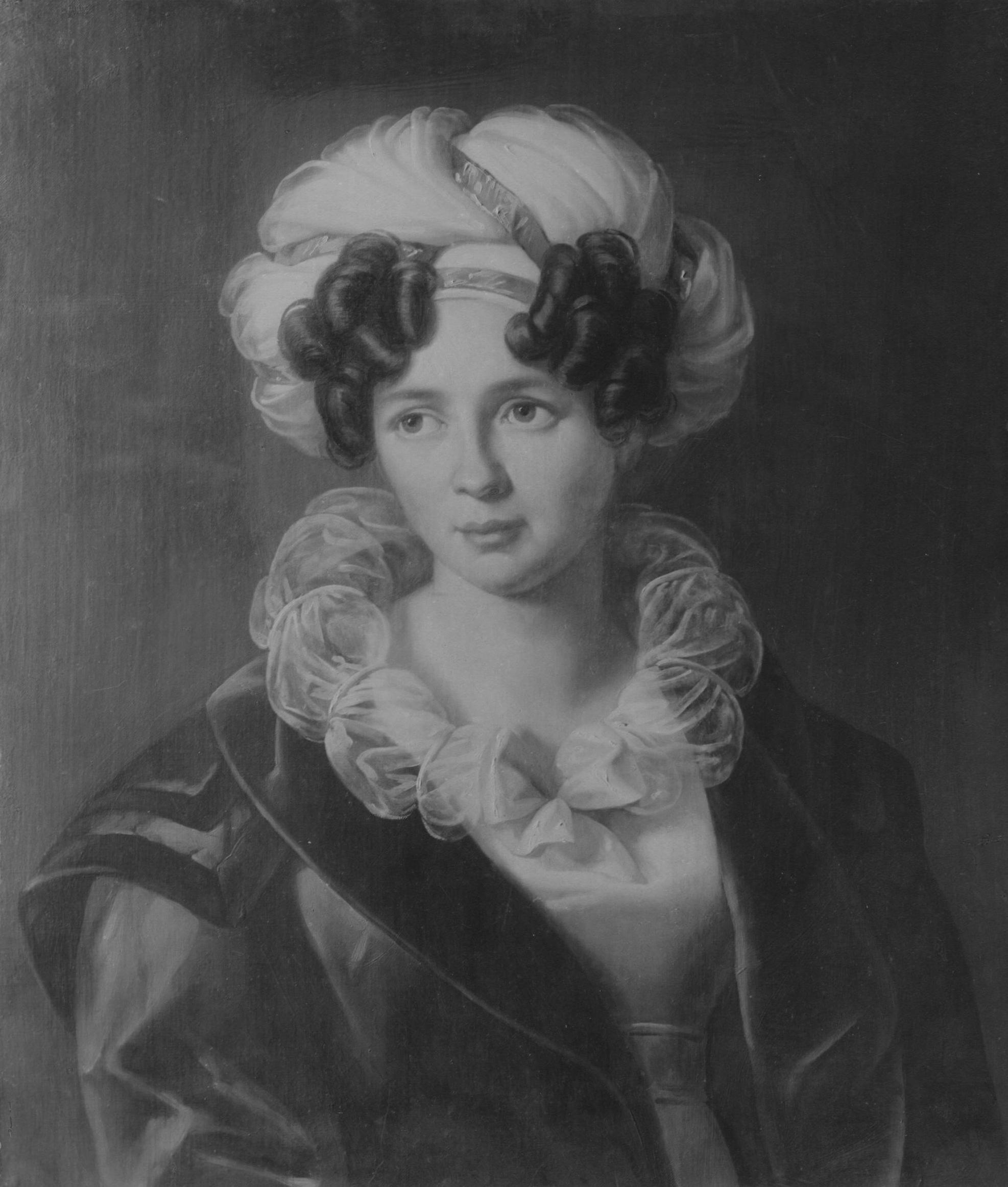
Татьяна Васильевна

Жена (с 6 февраля 1800 года) — Татьяна Васильевна Васильчикова (1783—1841), дочь бригадира, новгородского губернского предводителя дворянства В. A. Васильчикова, родная сестра николаевского временщика князя Васильчикова. В браке имели детей:
- Екатерина Дмитриевна (1802—1881), замужем за гофмаршалом князем Н. В. Долгоруковым (1789—1872), сыном В. В. Долгорукова.
- Наталия Дмитриевна (1803—1880), замужем за графом Н. А. Протасовым.
- Владимир Дмитриевич (1815—1888), генерал-адъютант императора Александра II
- Борис Дмитриевич (1819—1878), генерал-адъютант, женат на Екатерине Владимировне Левашовой, дочери В. В. Левашова; сын — Дмитрий (1851—1920).

Приёмная дочь — Екатерина Павловна Розенгейм (дочь турчанки, вывезенной с театра военных действий). Супруг — Данзас Борис Карлович (1799—1868), директор департамента министерства юстиции, обер-прокурор Сената, действительный тайный советник, первоприсутствующий уголовного кассационного департамента (брат К. К. Данзаса).

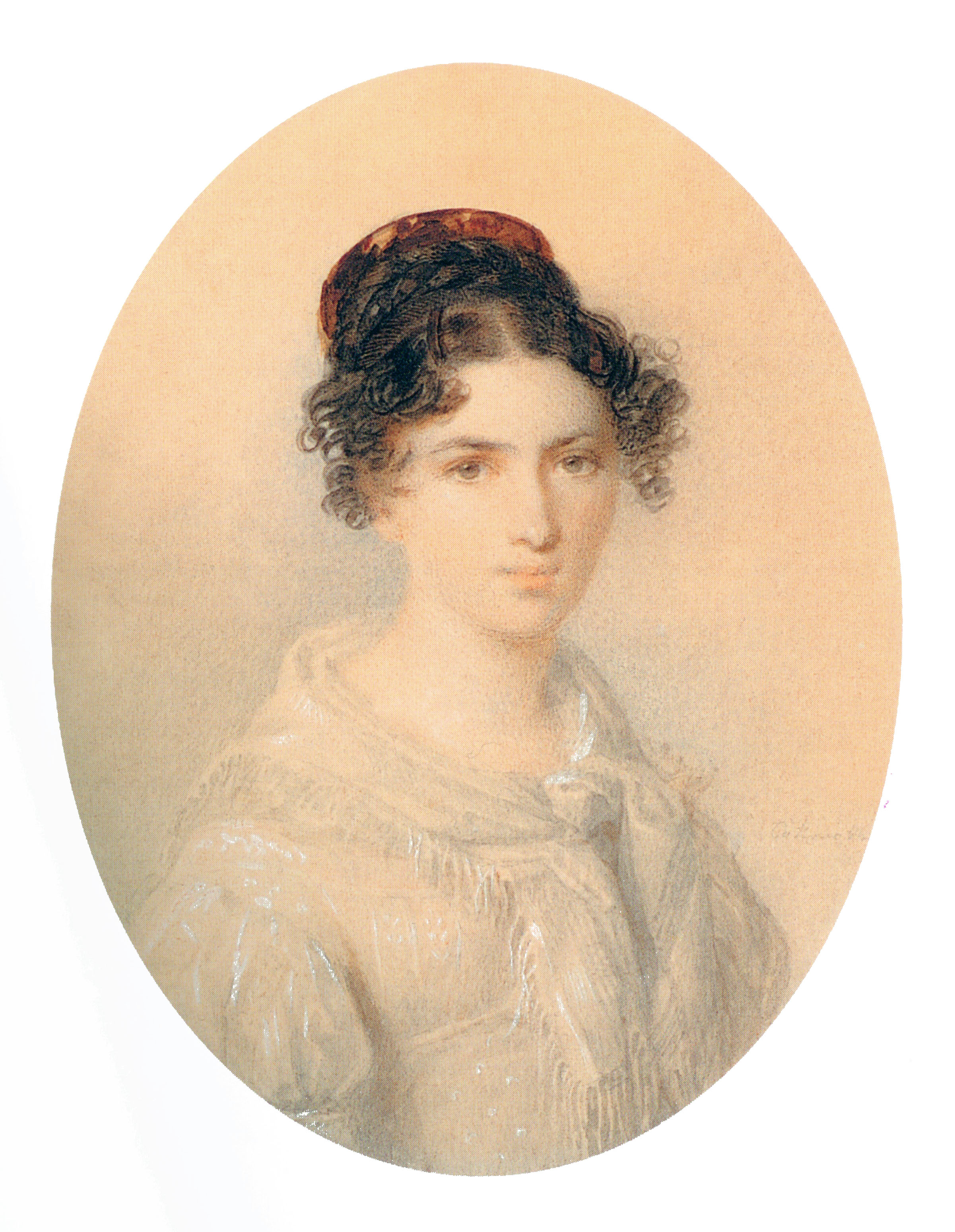
Екатерина
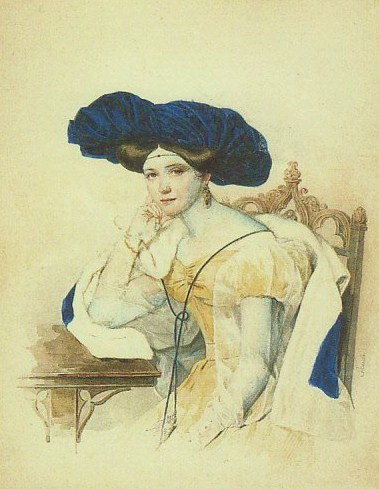
Наталия
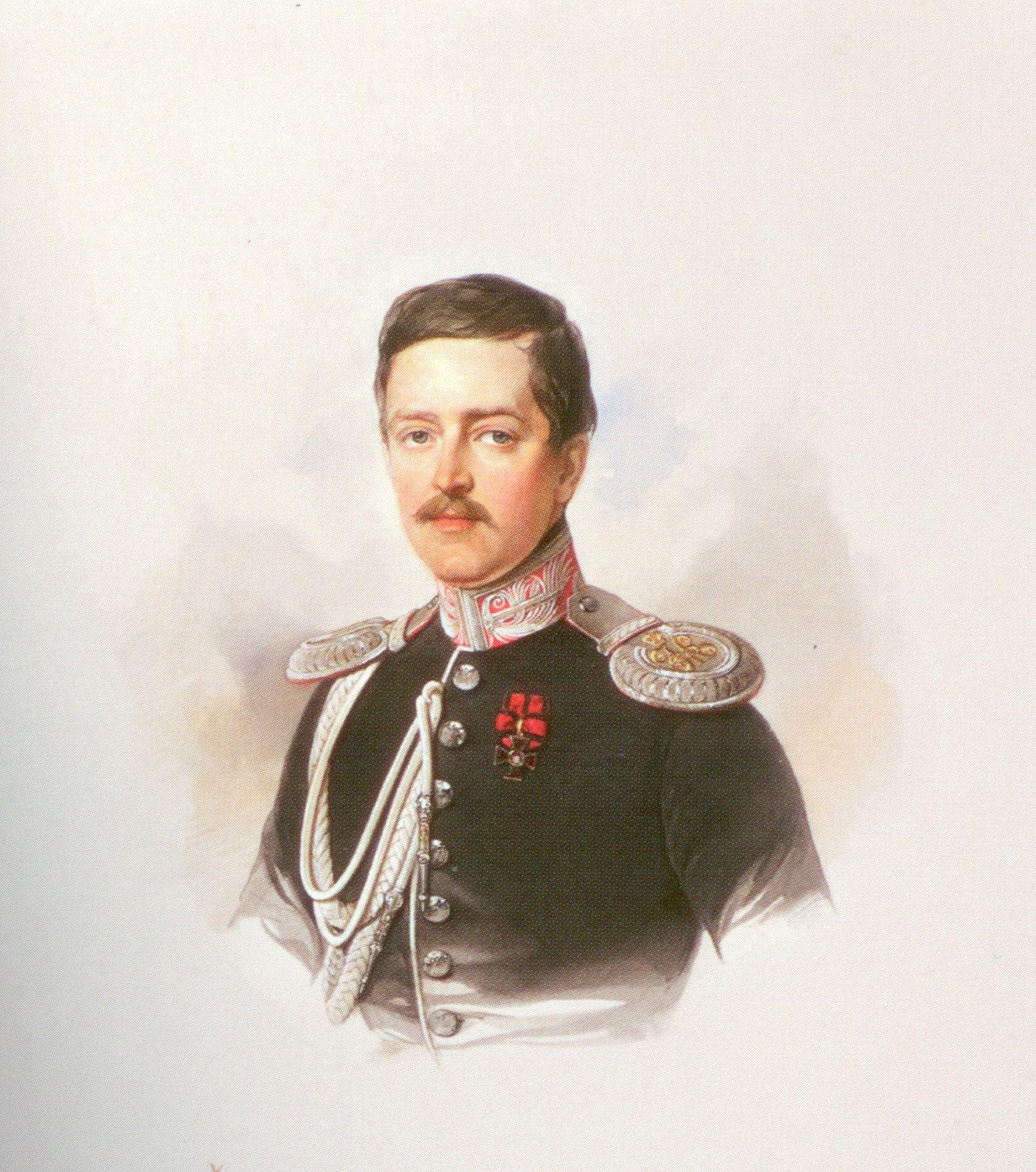
Владимир
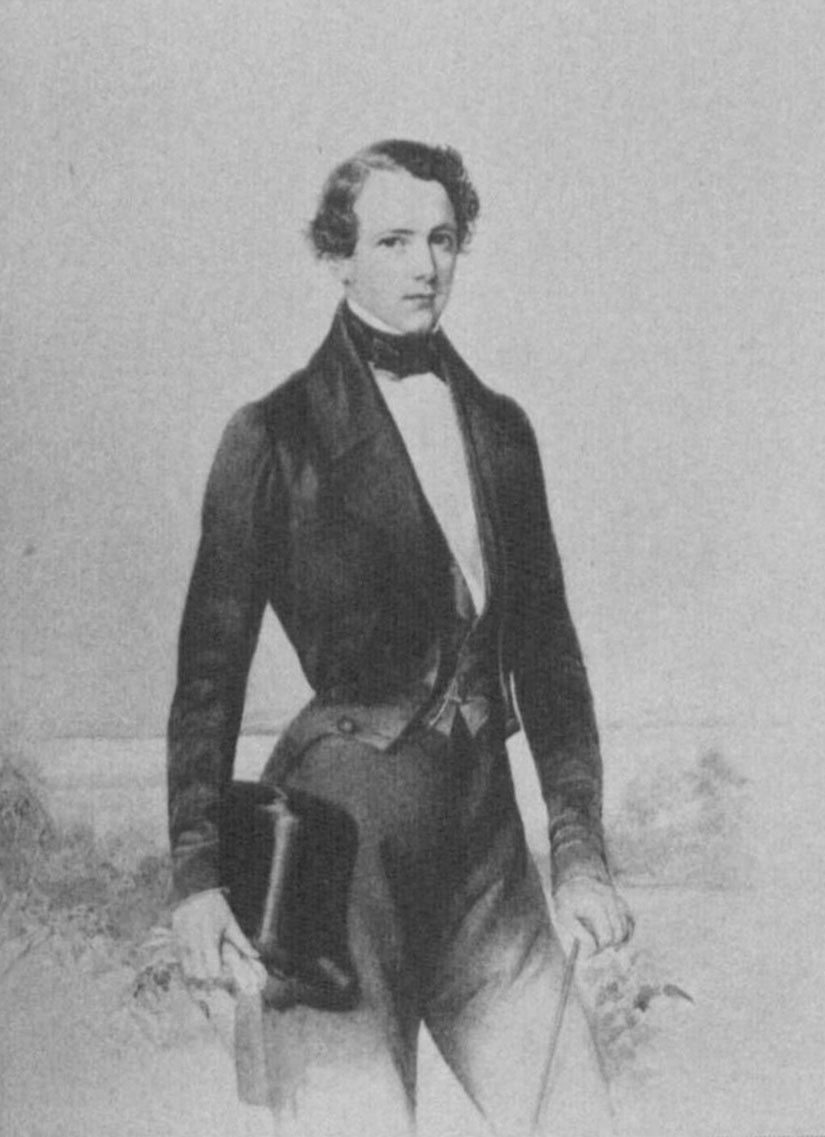
Борис